# Лепкий Богдан Сильвестрович
Богда́н Теодор Нестор Ле́пкий, або Богдан Лепкий, псевдоніми: Федір Кригулецький, Сент Брень, Петро Тихий, Нестор, Ярослав Марченко, Л. Богдан, Нестор Л., Онисим, Тойсам. 4 листопада 1872 (або 9 листопада), хутір Кривеньке Гусятинського району(нині село в Чортківському районі Тернопільської області) — 21 липня 1941, м. Краків, Польща) — український педагог, прозаїк, поет, мистецтвознавець, літературознавець, літературний критик, перекладач, історик літератури, видавець, публіцист, громадсько-культурний діяч, художник. Син Сильвестра Лепкого, брат Левка і Миколи Лепких, батько Лева Ростислава Лепкого.
Автор публіцистично-філософської та історичної прози (романів, повістей, оповідань), казок, збірок поетичних творів, спогадів.

## Біографія
Богдан Лепкий народився в селі Кривеньке (Королівство Галичини і Володимирії, Австро-Угорська імперія, нині Чортківського району, Тернопільської області). Дитинство минуло в селі Крегулець, із 1879 до 1891 родина жила у селах Поручин і Жуків (нині Бережанського району). Протягом восьми років (із 1878) мешкав у Бережанах у свого діда по матері — священника, декана УГКЦ і віцемаршалка Бережанського повіту о. Михайла Глібовицького.

### Навчання

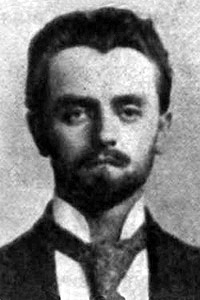
Богдан Лепкий

Основи шкільної науки Богданові Лепкому викладав домашній учитель. З 1878 р. навчався (відразу з другого класу) в «нормальній школі» з польською мовою навчання в Бережанах. Після закінчення школи вступив 1883 року до Бережанської класичної гімназії з польською мовою навчання. Співав у гімназійному українському хорі під керівництвом Дениса Січинського, у хорі «Боян» (м. Бережани). Брав участь у концертах, декламував вірші, читав уривки з прозових творів. Мав змогу познайомитися з акторами мандрівного театру «Української Бесіди» Владиславом Плошевським, Степаном Яновичем (батьком Леся Курбаса), Марією Романовичівною та іншими, які кілька разів гастролювали в місті, бували в домі Лепких. Малярство вивчав в Юліана Панькевича, згодом знаного українського художника. Під його керівництвом намалював портрет діда — о. М. Глібовицького, бабусі, батька — о. Сильвестра Лепкого, публіциста й письменника (літературний псевдонім — Марко Мурава), матері — Домни (до шлюбу Глібовицької), низку портретів українських поетів, зокрема Тараса Шевченка, портрети своїх учителів — Матеуша Куровського, Михайла Соневицького; окремі з цих робіт висіли в гімназійних класах.
У 1891 р. закінчив гімназію та вступив до Віденської академії мистецтв. Через три місяці за порадою Кирила Студинського перейшов на філософський факультет Віденського університету, де вивчав мовознавство та історію літератури. Тут брав участь у роботі студентського товариства «Січ», у дискусіях на суспільно-політичні та літературні теми, разом із Філаретом Колессою займався етнографічними дослідженнями. У Відні заприятелював з художником Миколою Івасюком, продовжував малювати під його опікою; з ним приїжджав на літні канікули до Жукова, де їм позували селяни; у селі створив кілька картин на історичну тематику, серед них «Коронація короля Данила», робив малюнки для майбутніх праць «Козацькі бої». Малював також сцени з полювання.
З другого курсу студіював на філологічному відділі Львівського університету; українську історію та літературу вивчав під керівництвом Михайла Грушевського, Омеляна Огоновського, Ісидора Шараневича. Брав участь у львівських молодіжних товариствах «Ватра» і «Сокіл», хорі «Боян».
Закінчив університет 1895 року.

### Робота

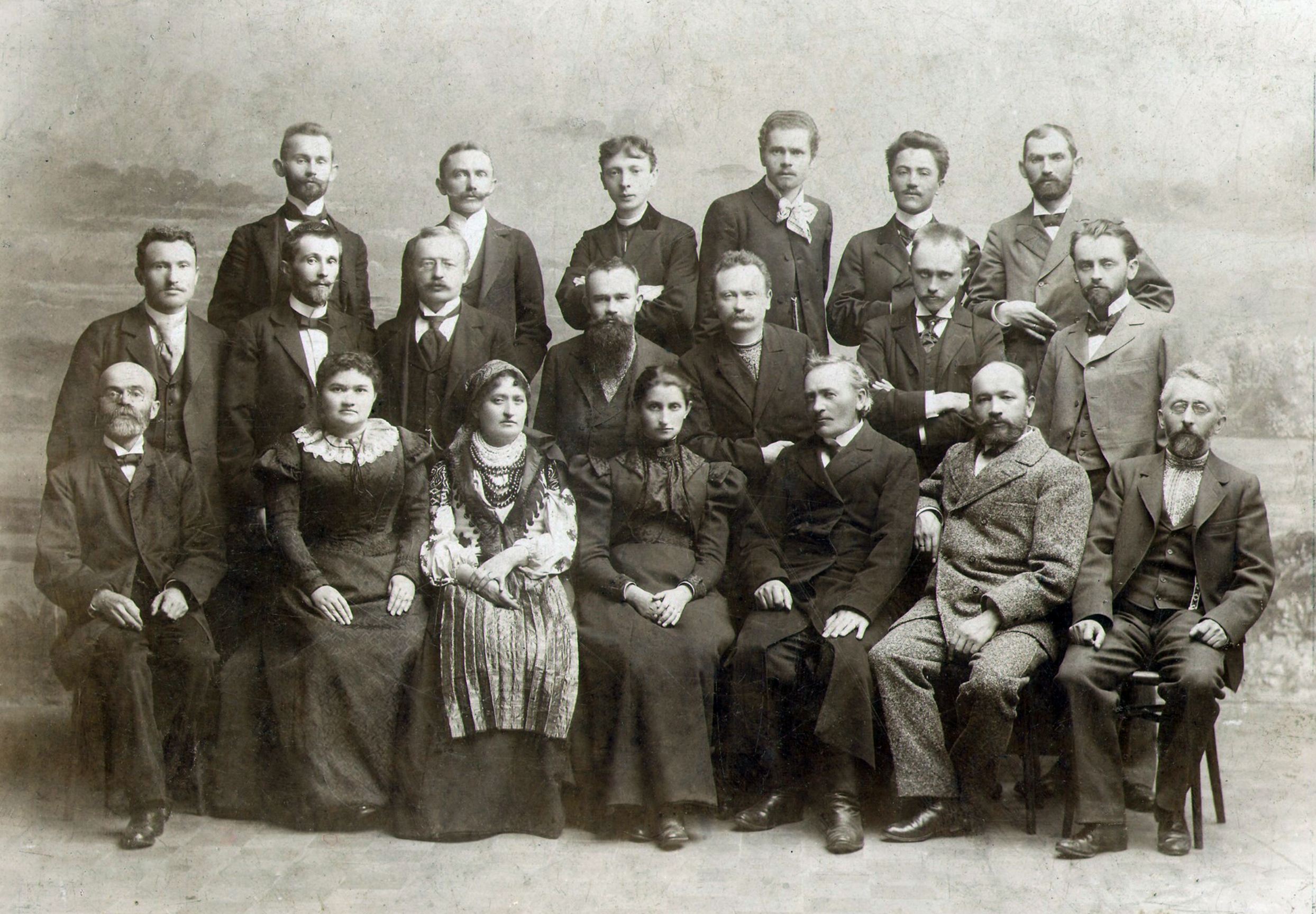
Учасники з'їзду українських письменників у Львові з нагоди 100-річчя виходу у світ «Енеїди» Котляревського, 1898 р: Сидять у першому ряду: Михайло Павлик, Євгенія Ярошинська, Наталія Кобринська, Ольга Кобилянська, Сильвестр Лепкий, Андрій Чайковський, Кость Паньківський (старший). Стоять у другому ряду: Іван Копач, Володимир Гнатюк, Осип Маковей, Михайло Грушевський, Іван Франко, Олександр Колесса, Богдан Лепкий. Стоять у третьому ряду: Іван Петрушевич, Філарет Колесса, Йосип Кишакевич, Іван Труш, Денис Лукіянович, Микола Івасюк.

З 1895 р. почав працювати вчителем української, польської та німецької мов і літератур, історії та географії в ц.-к. Бережанській гімназії. Водночас інтенсивно займався громадською працею: започатковував читальні «Просвіти», бібліотеки і позичкові каси, виголошував реферати та промови на святкових академіях, був учасником хору «Боян» і драматичного гуртка. Зіграв роль Петра в «Наталці Полтавці» (1898).
1897 року одружився з донькою свого стрийка, священника о. Миколи Лепкого з Коломиї, — Олександрою, яку здавна кохав. Мав із нею трьох дітей.
1899 р. після відкриття в Ягайлонському університеті (м. Краків) лекторату української мови та літератури запрошений туди викладати ці предмети. Одночасно працював професором у ІІІ гімназії ім. Яна Собєського і в гімназії св. Яцка у Кракові; доцент «виділових курсів» для вдосконалення кваліфікації вчителів. Співпрацював з літературним об'єднанням «Молода Польща», заприязнився з польськими письменниками Станіславом Виспянським, Владиславом Орканом, Казімежем Тетмаєром та ін.
Один із засновників (1901) і активний учасник «Слов'янського Клубу», що видавав часопис «Świat Słowiański» (Краків, 1905—1914); у ньому Б. Лепкий упорядковував постійні рубрики «Руська хроніка» і «Огляд руської преси»; в 1907 р. припинив співпрацю з виданням через політичні незгоди з редакцією. Того ж року виступив з ініціативою збирання коштів на народні школи; написав з цією метою відозву-заклик.

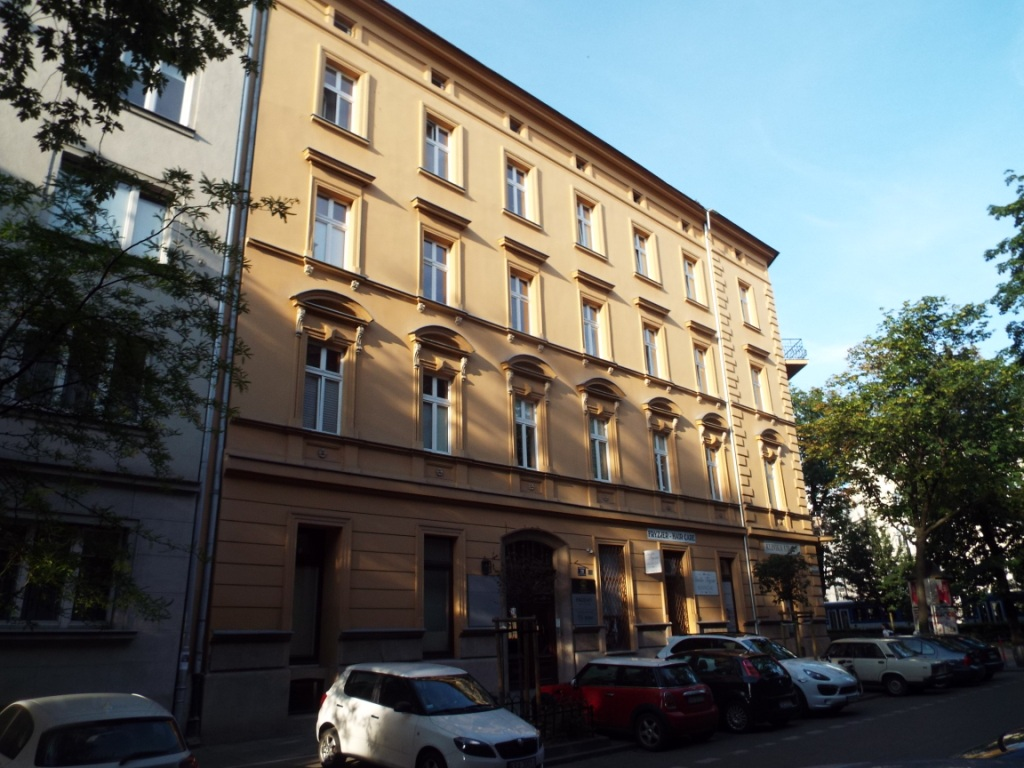
Будинок за адресою вул. Сарего (кол. Зелена), 28, в якому до 1914 р. мешкав у Кракові Богдан Лепкий. Фото 2019 р.

Співпрацював з товариством «Рідна Школа» щодо видання дитячої літератури, підручників і читанок; укладач читанки для народних шкіл (Львів, 1904), куди увійшли і його твори. Був членом управи (заступником голови) краківської «Просвіти», читав лекції з української літератури і культури; ввів у традицію постійні Шевченківські академії; один із організаторів у Кракові вечора до 100-річчя від дня народження Тараса Шевченка, вечорів, присвячених Маркіянові Шашкевичу, Іванові Франку, Миколі Лисенку, Василеві Стефанику та іншим видатним українцям.
У Кракові Б. Лепкий мешкав по вул. Зеленій (нині вул. Сареґо), 28. Будинок зберігся.
У краківському помешканні Лепких бували Василь Стефаник, Михайло Яцків, Остап Луцький, Кирило Студинський, Михайло Бойчук (створив портрет Б. Лепкого, 1909), Осип Курилас, Олекса Новаківський, Кирило Трильовський, В'ячеслав Липинський, Михайло Коцюбинський, Ольга Кобилянська, Федір Вовк, Михайло Жук та інші.
1912 р. Б. Лепкий вступив до Християнсько-суспільної партії у Львові.

### Перша світова війна
Перша світова війна застала сім'ю Лепких у Кракові.
Коли російська армія восени 1914 р. почала окупацію Галичини й Буковини та вивозила в далекі регіони українську інтелектуальну еліту, Лепкі разом з іншими біженцями переїхали у Карпати в надії, що війна у гори не дійде, і зупинилися в м. Яремче у готелі (згодом він був знищений снарядами й у ньому згоріли речі Лепких, а також рукописи третього тому «Начерку історії української літератури» та історичної драми «Мотря», зберігся лише «Пролог»). Щоб не потрапити до рук царської жандармерії, виїхав через Угорщину до австрійської столиці. Спочатку мешкав у м. Рудави неподалік од Відня, згодом прибув у м. Відень. Тут працював у часописі «Вістник Союза визволення України» (назва подана в тогочасному правописі) і в Культурній Раді.
Восени 1915 р. Б. Лепкий був мобілізований до австрійського війська. Завдяки сприянню друзів не був відправлений у діючу армію, а виїхав у Німеччину для освітньо-культурної роботи серед українців-військовополонених царської армії. Тут з листопада 1915 р. мешкав у м. Раштат біля Бадена. Там працював у просвітньому відділі табору, протягом двох місяців викладав історію української літератури та культури. Лекції вченого мали великий успіх, тому заняття перенесли з бараків до міського театру. Потім табір поділили на дві частини, Б. Лепкий переїхав до Вецляра.
У Вецлярі з лютого 1916 р. вів просвітницьку працю в таборі, викладаючи в народному університеті, організував малярську школу. Учнем Б. Лепкого був згодом відомий український митець Іван Бабій із Херсонщини; у домі письменника часто гостював Юрій Лукомський, маляр та історик українського мистецтва; разом з Михайлом Паращуком Б. Лепкий брав участь у проектуванні та виконанні пам'ятників померлим воїнам у Вецлярі.
Допомагав організовувати крамниці, книгарні, художнє ательє, майстерню музичних інструментів та видавництво часопису «Громадська Думка» (1917—1918). Влітку 1917 р. відвідав Львів, Бережани і Жуків. З Галичини повернувся до Вецляра, звідти виїжджав з рефератами в робітничі господарства і фабрики, де працювали військовополонені, дописував до часопису «Шлях» (Зальцведель, 1919—1920 рр.).
У 1919 р. працював в Українській Військово-Санітарній Місії, яка готувала військовополонених до від'їзду додому.

### Міжвоєнні роки
Навесні 1920 р. після ліквідації таборів Б. Лепкий переїхав до Шпандау біля Берліна, в січні 1921 р. — до Берліна. Тут очолював (до 1925 р.) Український Допомоговий Комітет, Комітет Опіки над Утікачами, Товариство охорони могил, належав до співорганізаторів українських видавництв: Якова Оренштайна «Українська Накладня» (із Зеноном Кузелею і Василем Сімовичем) та гетьманського руху «Українське Слово»; співпрацював з цими видавництвами та редакцією газети «Українське слово» (1921–1923 рр.).
Працював в управі Українського Червоного Хреста, був головою «Української Громади». Викладав українську літературу на курсах українознавства при посольстві УНР у Берліні. Був співорганізатором Товариства Вищої Освіти і керував ним; приймав іспити у випускників середніх шкіл; виступав з рефератами на святкових академіях.
З грудня 1922 р. до 1925 р. мешкав у Ванзеє біля Берліна, де зустрічався з колишніми гетьманом України Павлом Скоропадським, президентом ЗУНР Є.Петрушевичем, а також полковником Є.Коновальцем, професорами Іваном Мірчуком, З. Кузелею та іншими видатними українськими діячами політики, науки й культури, які теж там проживали.
1925 р. повернувся до Кракова, продовжував викладати в Ягеллонському університеті, де його призначили доцентом, завідувачем кафедри української літератури. З того ж року — голова Товариства письменників і журналістів ім. І. Франка у Львові. Почесний член товариства «Просвіта» (з 25 грудня 1925 р.). Надзвичайний член Українського Наукового Інституту в Берліні (з 1926). Належав до керівництва Українського Наукового Інституту у Варшаві з часу його заснування в 1930 р. Член Історично-Філологічного Товариства у Празі.
Письменник часто приїздив до Тернополя, Бережан, на Гуцульщину й Опілля; бував також у Гусятині, Кременці та інших населених пунктах Тернопільщини.
1932 р. здобув посаду ординарного професора Ягеллонського університету.

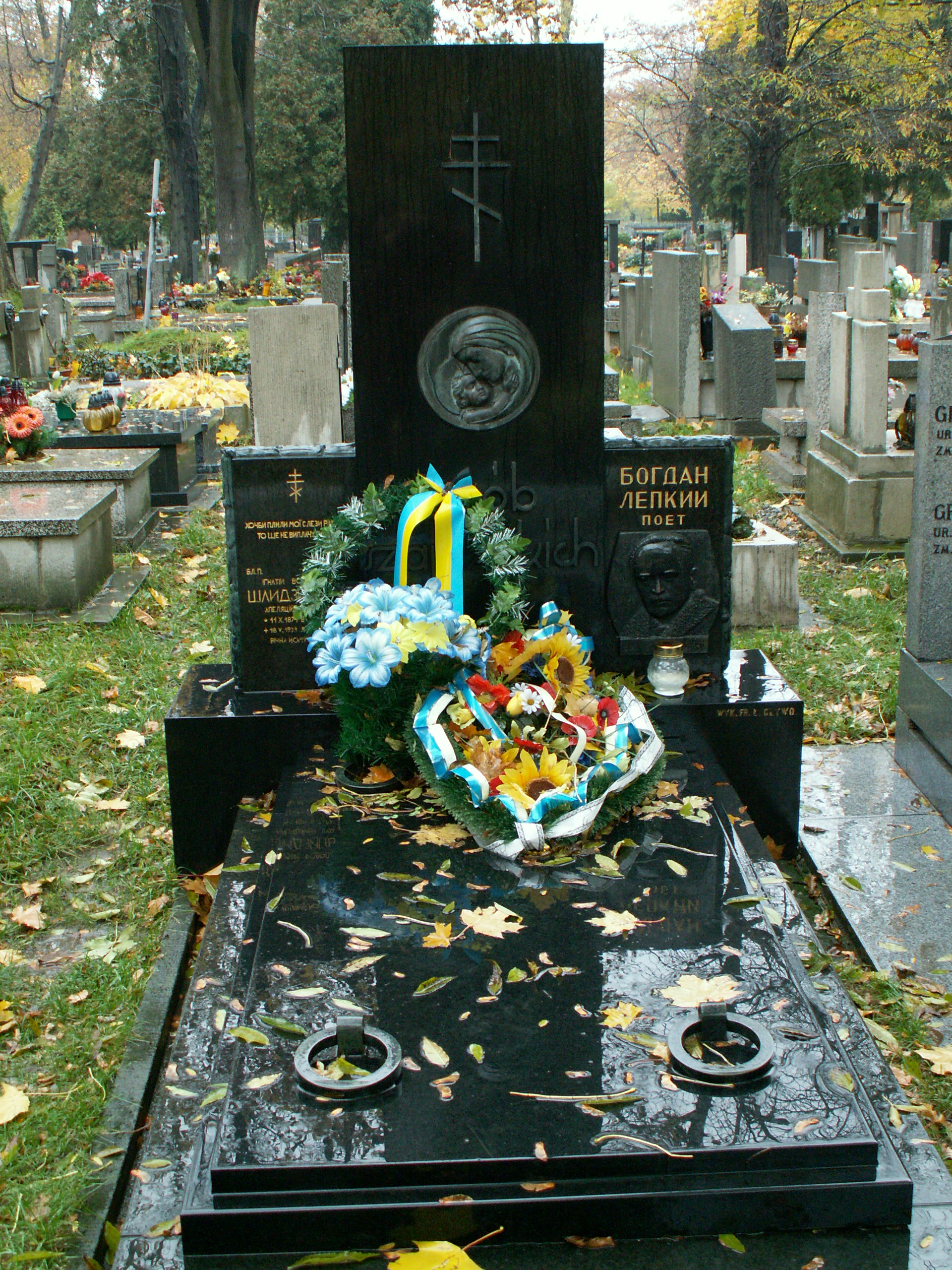
Могила Богдана Лепкого на Раковицькому цвинтарі у Кракові.

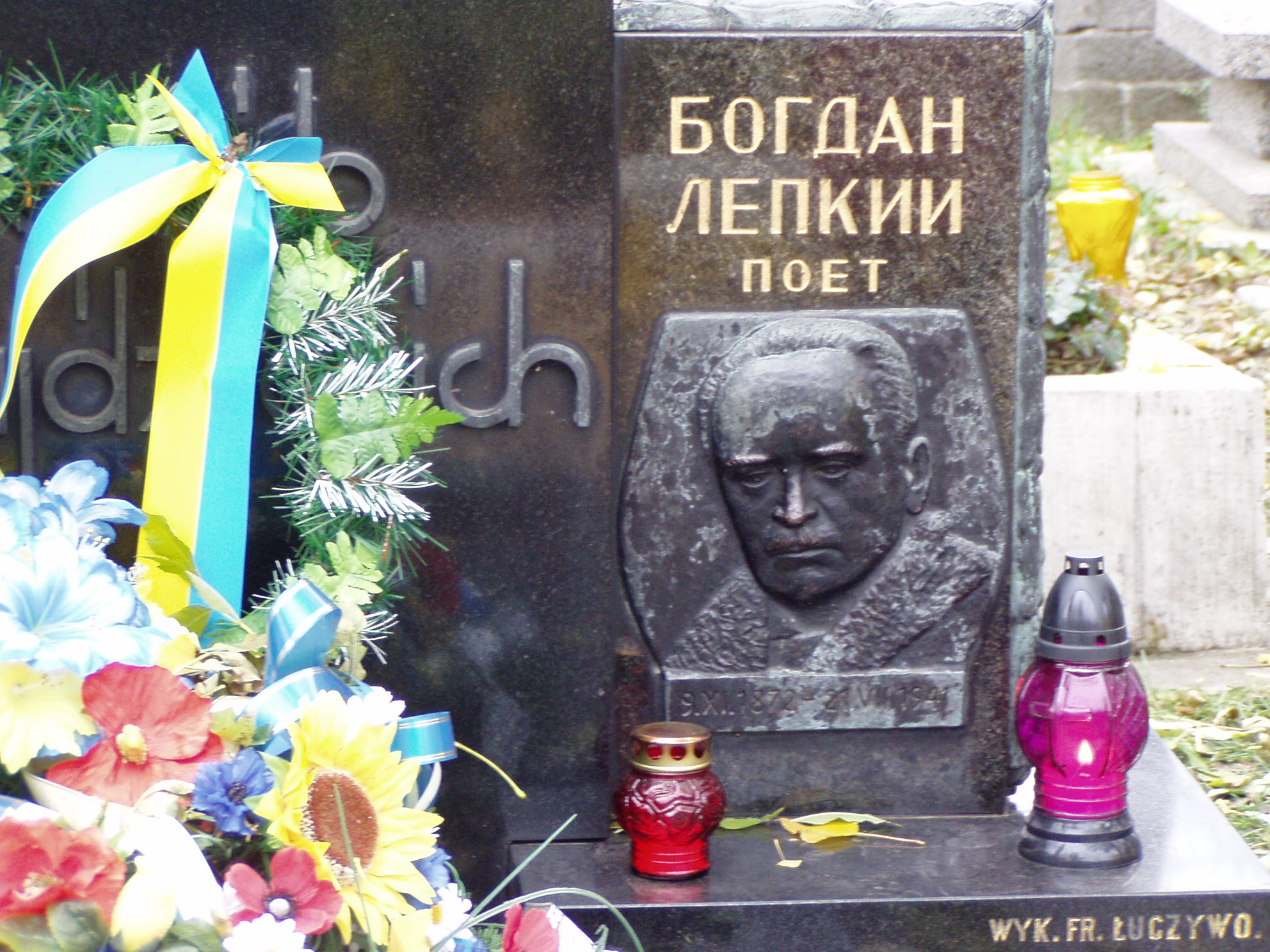
Барельєф роботи Григора Пецуха

До 60-річчя йому вручили викутий з добутої московської зброї, відзначений гербом гетьмана І. Мазепи і Тризубом «перехідний перстень Мазепи» — відзнаку уряду Української Народної Республіки (УНР) в екзилі, Грамоту Головного Отамана УНР, Грамоту «Української Громади» Берліна, Грамоту Української Бібліотеки С. Петлюри в Парижі, Грамоту Громадської Ради с. Жуків, яка іменувала Б. Лепкого Почесним громадянином і назвала «вулицю, що йде від Кооперативи „Єдність“ у напрямі Церкви» його іменем.
Дійсний (з 1932 р.), згодом — почесний член НТШ. Того ж 1932 р. Український Вільний Університет у Празі присвоїв Б. Лепкому науковий ступінь доктора гонорис кауза (почесного доктора).
1 січня 1935 р. президент Речі Посполитої (Польща) надав йому титул надзвичайного професора університету.
У 1938 р. його обрали сенатором польського сейму; в сенаті протягом цього й наступного років представляв українців Галичини. З 1938 р. за ухвалою уряду УНР в екзилі — академік відновленої у Варшаві Київської Могилянсько-Мазепинської Академії.

### Черче і «Богданівка»
Жителі Бережанщини та Рогатинщини, зібравши добровільні пожертвування, 1932 р. придбали для Б.Лепкого на Опіллі місце і цеглу для вілли в с. Черче (нині — Рогатинського району Івано-Франківської області), яку збудували за ці кошти та заощадження письменників; її назвали «Богданівка».
У Черче Б. Лепкий у 1930–1939 рр. відпочивав і творив у канікулярний період — спочатку в пансіонаті «Роксоляна», з 1933 р. — у віллі «Богданівка». Із Черче навідувався до родича Петра Смика (батька д-ра Романа Смика) у с. Жовчів (нині — Рогатинського району Івано-Франківської області), там малював картини, ікони. У Жовчівській церкві св. Михайла збереглося десять образів роботи Б. Лепкого: два намісних образи — Краснопущанська Богоматір і Христос-Учитель; чотири круглих образи євангелістів на царських воротах і стільки ж круглих образів на кивоті.

### Друга світова війна
Друга світова війна застала Б. Лепкого на відпочинку в Черче. 23 вересня 1939 р. разом із сім'єю і братом Левком повернувся до Кракова. Після того, як німецькі окупанти закрили Ягеллонський університет, залишився без роботи, йому відмовили у професорській пенсії. Заради прожиття дописував до українських журналів, газети «Краківські Вісті», перекладав з української німецькою.
Письменник помер 21 липня 1941 р. у Кракові, похований там само на Раковецькому цвинтарі (поле XXXIV, південний ряд, поблизу могили С. Смаль-Стоцького, гробниця Szajdzieckich), у гробниці свого товариша Ігнатія Шайдзіцького. На надгробку є напис українською мовою «Богдан Лепкий поет» і встановлений у 1972 р. барельєф письменника (скульптор Григор Пецух). Координати поховання: 50.075486°, 19,955883° [Архівовано 27 лютого 2022 у Wayback Machine.]

## Творчість

### Літературна творчість
Літературною творчістю почав займатися під час навчання у Бережанській гімназії, ще в другому класі писав вірші, оповідання («Дідусь», «Нездала п'ятка», «Над ставом», «Настя», «Скапи», «Гусій»), створив поему про русалок (не збереглася).
Студентом Львівського університету видрукував 1895 р. в газеті «Діло» своє перше оповідання «Шумка», потім чотири поезії в прозі «На палеті», оповідання «В лісі» та «Дивак». Того ж року опублікував поезії «В світ за очі», «Ідилія» та «Сонет».
Співзасновник гуртка «Молода муза» (м. Львів).
Твори вміщував у багатьох періодичних виданнях краю («Діло», «Зоря», «Руслан», «Буковина», «Літературно-науковий Вістник», «Світ», «Жіноча Доля», «Письмо з Просвіти», «Дажбог», «Назустріч», «Ілюстровані Вісті», «Світ Дитини», «Народний Декламатор», «Літопис Червоної Калини» та інших), в українських еміграційних часописах («Вістник Союзу Визволення України» (Відень), «Просвітній листок» (Зальцведель), «Нове Слово», «Літопис» (Берлін) та інших), з 1896 р. — в часописах української діаспори у США («Базар», «Свобода» (Нью-Йорк), «Америка», «Шлях» (Філадельфія), «Українське Життя», «Нова Зоря» (Чикаго), «Українське Народне Слово» (Піттсбург) та інших), у польських, чеських та німецьких журналах.
Автор 15 збірок поезій та 12 збірок оповідань.

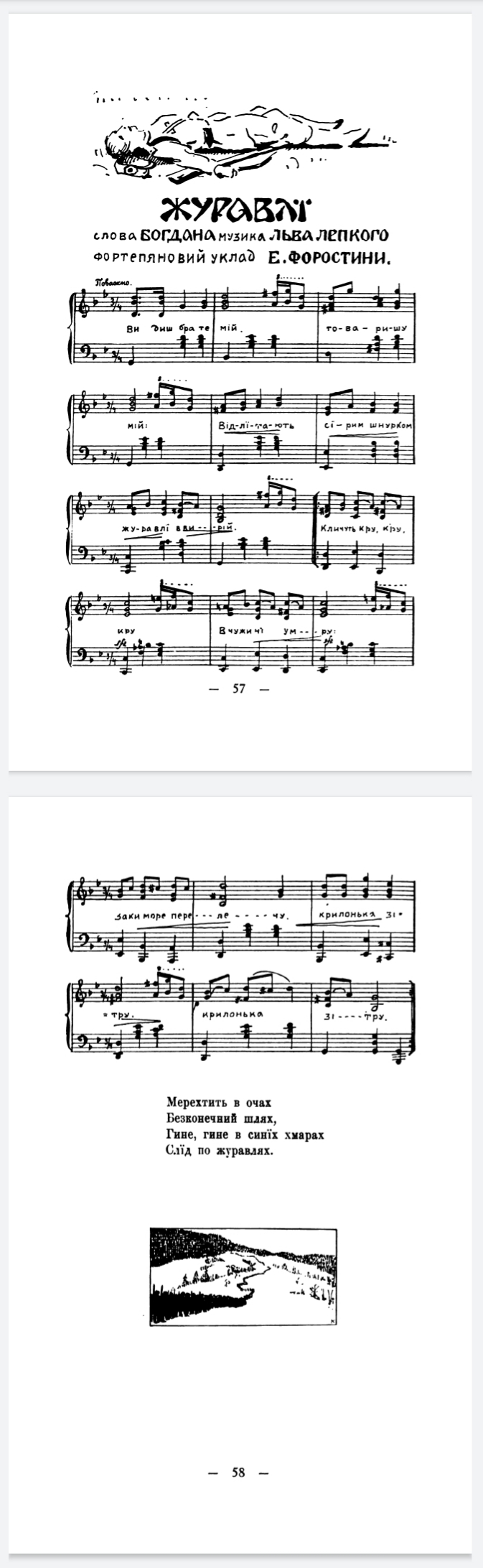
Пісня «Журавлі» Богдана і Лева Лепких. Фортеп'яновий уклад Євгена Форостини. З віденського видання 1916 року.

Вірш «Журавлі» («Видиш (Чуєш), брате мій…», 1910) став народною піснею (музика Л. Лепкого), а також гімном українського січового стрілецтва[джерело?].
На Тернопільщині популяризується народний варіант пісні поета «Час рікою пливе»[джерело?].
Автор випущених окремими виданнями повістей «Сотниківна» (Львів, 1927; 2-е, виправлене і доповнене видання — Львів, 1931), «Зірка» (Львів, 1929), «Вадим», «Веселка над пустарем» (обидві — Львів, 1930), «Крутіж» (Краків, 1941), повісті-казки «Під тихий вечір» (Українська Накладня, 1923), циклу історичних повістей про гетьмана І. Мазепу («Мотря» у 2 тт., «Не вбивай» (усі — Київ-Ляйпціґ, 1926), «Батурин» [Архівовано 12 березня 2018 у Wayback Machine.] (Київ-Ляйпціґ, 1927), «Полтава», т. 1 «Над Десною» (Львів, 1928), т. 2 «Бої» (Львів, 1929), «З-під Полтави до Бендер» (видана 1955 р. в Нью-Йорку стараннями Л. Лепкого, який дописав загублений кінець рукопису), книг для дітей («Під ялинку», 1930; «Про діда, бабу і качечку кривеньку», «Про дідову Марусю і про бабину Галюсю», «Про лиху мачуху, сирітку Катрусю, чорну кицьку, дванадцять розбійників і про князенка з казки», «Три казки», всі — 1931); «Казка про Ксеню і дванадцять місяців» (Краків, 1934), історичних оповідань «Орли» (Львів, 1934) та «Каяла» (Львів, 1935), трилогії спогадів «Казка мого життя» («Крегулець» (Львів, 1936), «До Зарваниці» (Львів, 1938), «Бережани» (Краків, 1941), споминів «Три портрети: Франко — Стефаник — Оркан» [Архівовано 12 березня 2018 у Wayback Machine.] (Львів, 1937), п'єси «За хлібом» (Поставив театр «Української Бесіди»), драматичного прологу «На Тарасовій могилі».
1922 року «Українська накладня» видала у Німеччині (Київ — Ляйпціґ) до 50-річчя Богдана Лепкого двотомник його найкращих поетичних і прозових творів «Писання» з монографічною передмовою Василя Верниволі (проф. Василя Сімовича).
1924 року З. Кузеля впорядкував і видав у Берліні книгу «Золота Липа: Ювілейна збірка творів Богдана Лепкого з його життєписом, бібліографією творів і присвятами» (накладом Товариства «Українське Слово»).
Б. Лепкий — автор літературознавчих досліджень «Василь Стефаник» (Львів, 1903), «Про житє великого поета Тараса Шевченка…» (Львів, 1911), «Маркіян Шашкевич: Характеристики українських письменників» (Коломия, 1912), «Про Шевченків „Кобзар“» (Львів, 1914), «Чим жива українська література?» (Вецляр, 1918), «Про життя і твори Тараса Шевченка» (Вецляр, 1918), «Незабутні» (Берлін, 1921), «Пушкін» (1939), двотомного науково-популярного «Начерку історії української літератури» (Коломия, т. 1. — 1909; т. 2. — 1912), праці «Наше письменство: Короткий огляд української літератури від найдавніших до теперішніх часів» (Краків, 1941), розвідок про творчість І. Котляревського, Марка Вовчка, П. Куліша, Ф. Достоєвського, М. Гоголя, Л. Толстого, статей та спогадів про І. Франка, О. Турянського, М. Коцюбинського, В. Липинського, нарисів і статей польською мовою про творчість Ю. Федьковича, М. Драгоманова, М. Старицького, Л. Глібова, М. Рильського, П. Тичини, Є. Плужника, М. Драй-Хмари та інших.
Його перу належать теоретична праця «До питання про переклад ліричних поезій» (1933), ряд мистецтвознавчих публікацій («Шевченко про мистецтво», Зальцведель, 1920).

### Редакційно-видавнича діяльність

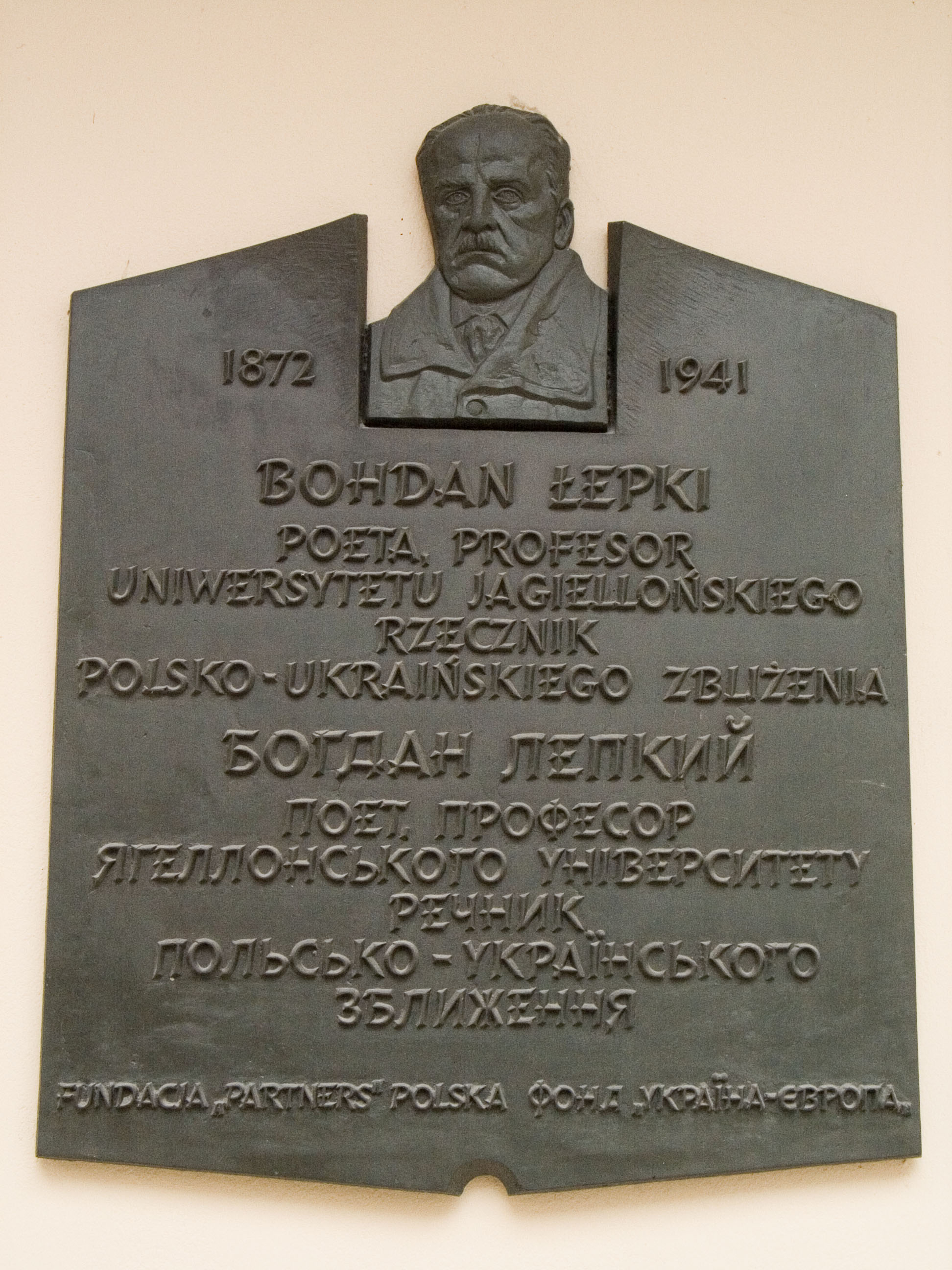
Пам'ятна таблиця Богдана Лепкого, вбудована в стіну Інституту польської філології Ягеллонського університету в Кракові

Багато зробив Б. Лепкий як редактор і видавець. Результатом його співпраці з видавництвом Я. Оренштайна у Коломиї 1912 р. став випуск книг «Співомовки» С. Руданського, «Гуморески» А. Аверченка, «Чорна рада» П. Куліша, «Скошений цвіт» Василя Барвінка — з передмовами Б. Лепкого. Перебуваючи у Відні, як працівник «Союзу Визволення України» в 1915 — 1916 рр. уклав і видав співаники «Сім пісень. Гостинець для українських вояків від „Союза Визволення України“» (Відень, 1915), «Червона Калина», «Ще не вмерла Україна» (Відень, 1916), «Наша пісня», а також «Слово о полку Ігоревім» у віршованих перекладах сучасною українською мовою (Відень, 1915), «Читанку» (разом з А. Крушельницьким; Відень, 1916).
Разом з О. Поповичем, А. Крушельницьким та О. Кульчицькою уклав перший незалежний від польської Ради Шкільної народний буквар, виданий 1918 р. у Вецлярі, перевиданий 1920 р. в Станиславові. Б. Лепкий здійснив науково-текстологічну та редакторську підготовку одно-, три- і п'ятитомника поезій та прози Т. Шевченка (вийшли 1918 — 1920 в «Українській Накладні»; Київ — Лейпціг — Коломия; останнє — з життєписом, коментарями, увагами і поясненнями), підготував до друку кілька популярних однотомних видань Шевченківського «Кобзаря» та поему «Гайдамаки». Для берлінського видавництва Я. Оренштайна відредагував «Приказки» Є. Гребінки (1918), «Співомовки» С. Руданського (1919), підготував до друку третє видання «Історії України» М. Аркаса, доповнивши його передмовою, примітками та 32 власними ілюстраціями. Берлінському видавництві «Українське Слово» відредагував твори О. Стороженка, Ю. Федьковича, Я. Щоголіва, І. Котляревського, «Суєту» І. Карпенка-Карого, повісті та «Кобзар» Т. Шевченка; здійснив наукову підготовку двотомного видання творів Є. Гребінки (Берлін, 1922), тритомного — Марка Вовчка, чотиритомного — П. Куліша (Берлін, 1922 — 1923) та ін., двох антологій: української поезії «Струни» у двох томах (Берлін, 1922) та прози «Рідне слово». Випустив кілька словників для польських шкіл.

### Перекладацька діяльність
Переклав польською мовою:
- «Слово о полку Ігоревім» (Краків, 1905; переклад високо оцінив І. Франко у «Літературно-науковому Вістнику», 1906, кн. 3),
- збірку новел М. Коцюбинського «В путах шайтана» (Броди, 1906);

Видав у перекладі польською мовою:
- збірку новел українських письменників «Молода Україна» (Варшава, 1908),
- разом із Владиславом Орканом — антологію українських поетів (Львів, 1911),
- у серії «Слов'яни» — «Нарис української літератури» (Краків, 1930),
- працю «Література українська» (Варшава, 1933).

Опублікував монографічне дослідження творчості Юліуша Словацького.
Співавтор (з Петром Зайцевим) перекладів польською творів Т. Шевченка (книга «Т. Шевченко. Поезія» (Варшава, 1936), опрацював бібліографію творів Т. Шевченка у перекладах польською. Редактор XIV-томного українського «Повного видання творів Т. Шевченка» і XIV-томного «Повного видання творів Т. Шевченка» польською мовою.
Перекладав українською твори М. Конопніцької, А. Міцкевича, Г. Гейне, П.-Б. Шеллі, І. Крилова, М. Лермонтова, О. Пушкіна, В. Короленка, польською — М. Рильського, П. Тичини та інших.

### Образотворча діяльність
Як художник залишив, крім уже згаданих творів, автопортрети, портрети дружини, дітей, сестри, А. Чайковського та інших письменників, І. Богуна, О. Барвінського, ілюстрації до народних пісень, казок, творів Т. Шевченка та інших українських авторів, оздобив віньєтками, заставками, портретами «Приказки» Є. Гребінки (1918), «Байки» І. Крилова, збірник братів Грімм «Русалка й інші казки», «Співомовки» С. Руданського (всі три — 1919), антологію «Струни» (1922) та інші.
Спроєктував обкладинки до повістей І. Нечуя-Левицького та кількох віденських календарів. Проілюстрував деякі власні твори, в тому числі збірку «За люд», виконав обгортки до циклу повістей про І. Мазепу, до повісті «Під тихий вечір». 1932 р.
На відзнаку 60-річчя Б. Лепкого художники організували в Кракові виставку його робіт, де були представлені картина «Мадонна» (олія; Ванзеє, Німеччина, 1923), портрети, пейзажі, численні малюнки та ілюстрації до книжок.
У Кракові зібрав галерею картин та колекцію різьбярських робіт визначних українських митців, зберігши цінні пам'ятки культури (портрет І. Мазепи роботи О. Куриласа, портрети і пейзажі І. Северина, портрети Лепких авторства М. Бойчука, краєвиди І. Труша, П. Холодного, різьбярські твори М. Гаврилка, Г. Крука, Н. Кисілевського та ін.); тут на прохання Петра Холодного здійснював нагляд за технічним виконанням його вітражів для церкви у Мразниці біля Борислава; після смерті цього художника присвятив йому вечір у краківській «Просвіті». Автор спогадів про українських та польських художників, культурно-мистецьку атмосферу в Галичині кінця XIX — початку XX століть.

## Значення творчості
За кількістю написаного Б. Лепкий поступається в українській літературі тільки І. Франкові. Загалом його творча спадщина становить понад 80 власних книг, у тому числі цикл романів «Мазепа», повісті, оповідання, казки, спогади, збірки віршів та поем, а також переклади, літературознавчі розвідки, статті літературного та мистецького спрямування, опубліковані у численних газетах, журналах, альманахах, календарях, збірниках; він — упорядник і видавець 62 томів творів української класики з ґрунтовними дослідженнями, примітками, коментарями. Бібліографія творів письменника становить до тисячі позицій.
Б. Лепкий приятелював з письменниками В. Стефаником, В. Орканом, С. Яричевським, М. Яцківим, О. Луцьким, М. Вороним, художниками М. Бойчуком, І. Трушем, О. Новаківським та іншими. Листувався з І. Франком, М. Коцюбинським, О. Барвінським, В. Гнатюком, В. Щуратом, З. Кузелею, М. Кічурою, О. Кобилянською, О. Кисілевською та іншими. Його твори перекладені польською, російською, чеською, німецькою, англійською, угорською, сербською, португальською та іншими мовами.
Його пісню «Журавлі» використано у стрічці «Секретний ешелон» (1993).

## Вшанування пам'яті

Пам'ятний знак Б. Лепкому у міському Парку Батурина, поблизу будинку Кочубея

Меморіальна дошка про присвоєння імені Богдана Лепкого гімназії в м. Бережани

1943 р. побачила світ книга «Богдан Лепкий 1872—1941: Збірник у пошану пам'яті поета» (Краків — Львів: Українське Видавництво).
Чимало автографів письменника зберігається в Інституті літератури ім. Т. Шевченка НАН України, Львівській науковій бібліотеці ім. В. Стефаника НАН України та інших державних установах; основна частина архіву — за кордоном; з 1965 р., після Ростислава, сина Богдана Лепкого, єдиний опікун цього зібрання — племінник Б. Лепкого доктор Р. Смик.
На слова Б. Лепкого написали музику до солоспівів, хорових композицій Л. Лепкий, В. Барвінський, М. Гайворонський, В. Балтарович, О. Бобикевич, Н. Нижанківський, Д. Січинський, Б. Кудрик, Я. Ярославенко, Ф. Колесса, С. Людкевич, А. Рудницький, І. Соневицький, В. Подуфалий, Я. Мазурак та інші.
1996 р. у Тернополі вийшла книжка Ф. Погребенника «Чуєш, брате мій…» — дослідження-нариси про пісні братів Лепких, у тому числі пісні на слова Богдана.
Окремі твори письменника екранізовані, інсценізовані, зокрема цикл повістей про І. Мазепу сценічно втілений у виставі «Мазепа, гетьман України» (інсценізація Б. Мельничука) у Львівському обласному музично-драматичному театрі ім. Ю. Дрогобича (1991), Дніпропетровському музично-драматичному театрі ім. Т. Шевченка (1994) та в Копичинському народному театрі ім. Б. Лепкого Тернопільської області (1997), у спектаклі-трилогії за інсценізацією Б. Антківа — у Львівському театрі ім. М. Заньковецької; повість «Сотниківна» (інсценізація Б. Мельничука) поставлена у Львівському обласному музично-драматичному театрі ім. Ю. Дрогобича (1992, м. Дрогобич), Рівненському обласному музично-драматичному театрі (1996), Тернопільському театрі ім. Т. Шевченка (1997), «Казка про Ксеню і дванадцять місяців» (інсценізація Б. Мельничука) — у Тернопільському обласному театрі ляльок (1992).
Серед творів Б. Лепкого, виданих у Тернополі, — повість «Сотниківна» (1991, редактор Б. Мельничук), збірник пісень на слова Б. Лепкого «До волі з неволі» (1991, упорядник та музичний редактор В. Подуфалий), «Три казки» Р. Завадовича («Про Хруща-листоношу, що вмів раду собі дати»), Б. Лепкого («Казка про Ксеню і дванадцять місяців») і А. Лотоцького («Казка про Змія, Князівну та Гриця»; 1992, упорядник, автор передмови і редактор Б. Мельничук), «Під Різдво» (1993, упорядник Р. Смик, автор вступної статті та слова про упорядника — В. Подуфалий), «Під Великдень» (1993, упорядник Р. Смик, автор вступної статті В. Подуфалий), «Присвяти Василеві Стефаникові» (1997, упорядкування, вступна стаття та коментарі Ф. Погребенника), «Молоді літа: Пісні на слова Богдана Лепкого і музику Ярослави Мазурак» увійшли до збірок «Вітер рідного Поділля» (Бережани — Чикаго, 1996; друге, доповнене видання — там само, 1997), «Вечірня арфа» (Бережани — Чикаго, 1998), які видав доктор Р. Смик; у виконанні Я. Мазурак записані на аудіо касеті «Ярі квіти любові».
Чотири збірники (документи, публікації у періодиці та інші матеріали, світлини) впорядкував і видав протягом 1995 — 1998 рр. доктор Р. Смик (США), який багато зробив для увічнення пам'яті про Б. Лепкого, збереження і поширення його творчої спадщини; за сприяння Р. Смика побачили світ монографії Н. Білик-Лисої «Богдан Лепкий в духовній історії України» (Чикаго — Тернопіль, 1996) та «Богдан Лепкий у духовному відродженні українського народу» (Тернопіль: Збруч, 1999).
1991 р. редакція журналу «Тернопіль» заснувала і з 1992 р. періодично вручає Всеукраїнську літературно-мистецьку премію та громадсько-політичну премію ім. братів Богдана і Левка Лепких.
За рішенням міської ради, Б. Лепкий — Почесний громадянин м. Бережани (від 17 жовтня 1997).
2012 рік розпорядженням голови обласної ради було проголошено роком Богдана Лепкого в Тернопільській області.
Ім'ям письменника названа чотирнадцята школа м. Тернополя.
У Тернополі діє обласне літературно-просвітницьке товариство ім. Б. Лепкого (з 1994).

### Меморіальні об'єкти

Пам'ятник Богданові Лепкому в Бережанах

Пам'ятник Богданові Лепкому в Бережанах, детально

1995 року відкрито музеї Б. Лепкого у Бережанах (27 серпня) та в с. Крогулець, родини Лепких у с. Жуків.
Пам'ятники Б. Лепкому відкриті у селах Жуків (20 липня 1991, скульптор Олександр Маляр, архітектор Ростислав Білик), Крогулець (20 жовтня 1992, скульптор Василь Садовник) та у Бережанах (19 жовтня 1997, скульптор Іван Сонсядло, архітектор Андрій Пилипець).
21 липня 1991 року відкрито пам'ятну таблицю Б. Лепкому (скульптор Казимир Сікорський) на стіні міської ратуші у Бережанах — колишньої гімназії, де навчався, а згодом викладав.
19 жовтня 1992 року на стіні колишнього парафіяльного будинку в с. Жуків відкрито пам'ятну таблицю з таким текстом: «У цьому будинку в 1891—1901 роках проживали українські письменники і громадські діячі: Сильвестр Лепкий (Марко Мурава) 1846—1901 та його сини Богдан Лепкий 1872—1941, Левко Лепкий 1888—1971» (скульптор Василь Садовник).
27 червня 1999 року на приміщенні Тернопільської обласної філармонії відкрито меморіальну таблицю (скульптор — Петро Кукурудза) з барельєфом Б. Лепкого і написом «Тут, у домі Міщанського братства, в 1929 р. зі своїм твором „Мазепа“ ознайомив тернополян Богдан Лепкий».
4 листопада 2024 року на фасаді адміністративної будівлі старостату с. Кривенькому відкрито пам'ятну дошку Богданові Лепкому.
1996 року в Тернополі на будинку по вул. Гайовій, 17 відкрита пам'ятна таблиця з текстом «У цьому будинку з 1929 по 1939 рік неодноразово перебував у своєї сестри Олени Лепкої-Ремези видатний український письменник Богдан Лепкий (1872—1941)».
На пошану Богдана Лепкого названо вулиці, зокрема, в Івано-Франківську названо вулицю та встановлено на ній меморіальну таблицю.
30 вересня 2011 року встановлено Погруддя Богдана Лепкого на подвір'ї Тернопільської загальноосвітньої школи № 14.

## Твори

### Поезія
- «Стрічки» (Львів, 1901)
- «Листки падуть» (Львів, 1902)
- «Осінь» (1902)
- «Книжка горя» (1903)
- «На чужині» (1904)
- «З глибин душі» (1905)[8]
- «Над рікою» (Львів, 1905)
- «Поезіє, розрадо одинока» (Львів, 1908[19])
- «Для ідеї» (Львів, 1911)
- «З-над моря» (Жовква, 1913)
- «Тим, що полягли» (1916)
- «Доля» (Вецляр, 1917)
- «Вибір віршів» (1921)
- «Сльота» (Львів, 1926)
- «Під ялинку» (вірші та оповідання; Львів, 1930)

#### Окремі вірші
- Видиш, брате мій [Архівовано 4 грудня 2020 у Wayback Machine.].
- Заспів [Архівовано 19 січня 2021 у Wayback Machine.].

### Проза

#### Збірки оповідань
- «З села» (Чернівці, 1897; 1909)
- «З життя» (Львів, 1899)
- «Стріча» (1899)
- «Щаслива година» (Львів, 1901)
- «Оповідання» (1901)
- «На послуханнє до Відня» (Львів, 1902)
- «У глухім куті» (Львів, 1903; Ужгород, 1922)
- «Нова збірка» (1903)
- «В горах» (1904)
- «Кара та інші оповідання» (1905)
- «Кидаю слова» (Чернівці, 1911)
- «Оля» (1911)
- «От так собі» (Львів; Київ, 1926)

#### Повісті
- «Зламані крила» (1897)
- Під Тихий Вечір (1923)
- Цикл творів «Мазепа» (1926—1955):
  - Мотря
  - Не вбивай
  - Батурин
  - Полтава
  - З-під Полтави до Бендер
- Сотниківна (1927)
- Крутіж (1941)

### Статті та нариси
- Начерк історії української літератури [Архівовано 14 вересня 2018 у Wayback Machine.] (1909)
- Тим, що полягли 1914—1915 [Архівовано 5 листопада 2021 у Wayback Machine.]. Відень: Загально-Українська Культурна Рада, 1916. 56 с.
- Прийди до нас… [Архівовано 22 жовтня 2020 у Wayback Machine.]: Промова на концерті в честь Т. Шевченка. Відень: Укр. культур. Рада, 1917. 7 с.
- Незабутні [Архівовано 13 серпня 2020 у Wayback Machine.] (1922)
- Три портрети: Франко — Стефаник — Оркан [Архівовано 12 березня 2018 у Wayback Machine.] (1927)

### Твори у збірках
- Струни. Антологія української поезії від найдавніших до нинішніх часів. — Частина І. Від Слова о полку Ігоревім до Івана Франка. — Частина ІІ.

### Інше
- Ще не вмерла Україна. Співанник з великих днїв [Архівовано 16 листопада 2021 у Wayback Machine.] / Впорядкував і рисунками прикрасив Б. Лепкий. Відень: Українська Культурна Рада, 1916. 65 с.
- Богдан Лепкий, 1872—1941: зб. у пошану пам'яті поета / [за ред. Є. Ю. Пеленського]. — Краків; Львів: Укр. вид-во, 1943.

## Екранізації
- Гетьманські клейноди (Україна, 1993)